# Вухтым (сельское поселение)
Вухтым — административно-территориальная единица (административная территория посёлок сельского типа Вухтым с подчинённой ему территорией) и муниципальное образование (сельское поселение с полным официальным наименованием муниципальное образование сельского поселения «Вухтым») в составе Прилузского района Республики Коми Российской Федерации.
Административный центр — посёлок Вухтым.

## История
Статус и границы административной территории установлены Законом Республики Коми от 6 марта 2006 года № 13-РЗ «Об административно-территориальном устройстве Республики Коми».
Статус и границы сельского поселения установлены Законом Республики Коми от 5 марта 2005 года № 11-РЗ «О территориальной организации местного самоуправления в Республике Коми».

## Население
| 2010 | 2011  | 2012  | 2013  | 2014  | 2015 | 2016 |
| ---- | ----- | ----- | ----- | ----- | ---- | ---- |
| 1126 | ↘1117 | ↘1076 | ↘1044 | ↘999  | ↘978 | ↘959 |
| 2017 | 2018  | 2019  | 2020  | 2021  |      |      |
| ↘938 | ↘895  | ↘875  | ↘860  | ↗1025 |      |      |

## Состав
Состав административной территории и сельского поселения:
| № | Населённый пункт | Тип населённого пункта          | Население |
| - | ---------------- | ------------------------------- | --------- |
| 1 | Вухтым           | посёлок, административный центр | ↘755      |
| 2 | Кыддзявидзь      | посёлок                         | 371       |